# Agrément de jeunesse et d'éducation populaire
L'agrément de jeunesse et d’éducation populaire est le plus ancien des labels officiel français, prévu à l'origine par l'ordonnance du 2 octobre 1943. Il est actuellement défini par l'article 8 de la loi n°2001-624 du 17 juillet 2001.
Il est accordé par le ministère de la Jeunesse et des Sports à des associations, unions d’associations et fédérations en rapport avec la jeunesse et l’éducation populaire. Les conditions d'agrément sont précisées par le décret n°2002-571 du 22 avril 2002.
L’agrément est publié par décret en Conseil d’État et peut être retiré de la même façon.